# Manuel Gómez Acebo y de Igartua
Manuel Gómez-Acebo y de Igartua (geboren 1922; gestorben 31. August 2009) war ein spanischer Diplomat.
Die diplomatische Karriere von Manuel Gómez Acebo y de Igartua begann in Marokko, anschließend war er in Rom mit Handelsangelegenheiten betraut.
Im Außenministerium war er mit Aufgaben der Luft- und Raumfahrt betraut. 
Als Unterabteilungsleiter war er für den mittleren und fernen Osten zuständig. Er begleitete Außenminister Gregorio López Bravo zum Antritt der zweiten Amtsperiode von Ferdinand Marcos Ende 1969.
Auf dem Weg dorthin machten sie Stationen in Brüssel, Moskau und Taschkent, was angeblich der erste bilaterale, politische Besuch des faschistischen Spaniens in der Sowjetunion war.
Von 1975 bis 1976 war Gómez Ambassador to the Court of St James’s.
In der Zeit der Transition in Spanien wurde er im Juli 1976 zum Botschafter in Ecuador  ernannt, wo er Vorsitzender des Institutos Ecuatoriano de Cultura Hispánica war.
Am 5. Juni 1981 wurde er zum spanischen Botschafter in der DDR ernannt.
In den letzten Jahren widmete er sich der Organización Nacional de Ciegos Españoles.